# Schildorn
Schildorn là một đô thị thuộc huyện Ried im Innkreis thuộc bang Oberösterreich, Áo. Đô thị Schildorn có diện tích 13 km², dân số thời điểm năm 2006 là 1116 người.